# قدامة بن عبد الله
أبو عبد الله، قدامة بن عبد الله بن عمار الكلابي العامري من صغار الصحابة له رؤية، رأى النبي ﷺ يرمي الجمار، وشهد حجة الوداع، وأقام بركية فِي البدو من بلاد نجد، وسكنها. توفي سنة إحدى وثمانين.

## روايته للحديث النبوي
روى سفيان الثوري، وأبو داود الطيالسي، وأبو عاصم، وجماعة، عن أيمن بن نابل؛ عن قدامة بن عبد الله، قال: رأيت رسول الله صلى الله عليه وسلم يرمي الجمرة على ناقة صهباء، لا ضرب، ولا طرد، ولا جلد، ولا إليك إليك".

## أقوال العلماء فيه
- قال أبو حاتم الرازي: له صحبة، وقال أبو حاتم بن حبان البستي: له صحبة، وقال ابن حجر العسقلاني: صحابي، وقال المزي: له صحبة، وقال محمد بن إسماعيل البخاري: له صحبة.[3]